# Palau de les Belles Arts
|  | No s'ha de confondre amb Palau d'Exposicions de Belles Arts. |

El Palau de les Belles Arts fou un edifici construït amb motiu de l'Exposició Universal de 1888 i situat a la cantonada dels passejos de Lluís Companys i de Pujades de Barcelona, davant del Parc de la Ciutadella. Obra d'August Font, va ser destinat a exposicions artístiques, concerts i esdeveniments culturals. Fou enderrocat el 1942 per l'Ajuntament franquista presidit per Miquel Mateu i Pla, propietari d'una empresa de ferros.

## Arquitectura
L'edifici era de planta rectangular i feia 91 x 50 m. L'estructura de ferro permetia cobrir un gran saló d'actes. Tenia torres de máo vist, amb cúpules a les cantonades. A la segona planta, hi havia diferents sales, al voltant de la gran, amb llum zenital, que permetia fer-hi actes i exposicions.

Bàsicament, l'edifici constava d'una gran sala, el Saló de la Reina Regent, amb 2.000 m² de superfície, destinada a actes públics. Una publicació de començament del segle xx la descriu: 
Es uno de los salones más vastos y elegantes que nuestra ciudad encierra, y responde admirablemente al objeto con que fue construido, que no es otro que el de celebrar en él grandes fiestas artísticas, musicales, literarias y de todos los géneros que se ofrezcan. Bien proporcionado, decorado con singular acierto, sin adornos superfluos ni mezquindades ridículas, a la primera impresión se le juzga favorablemente y tras un rato de contemplación se le admira sin restricciones.
Estava decorat amb escultures i pintures dels millors artistes de l'època (Eduard Batiste Alentorn, Marià Benlliure, Modest Urgell, etc.). En els seus jardins hi va restar la font d'Hèrcules (1797), fins que fou traslladada l'any 1928.

## Història
El Palau va esdevenir, per la capacitat de la seva sala, el lloc preferent per a fer-hi actes públics, congressos, etc. Va ser el lloc on se celebrà la inauguració oficial de l'Exposició Universal, el 20 de maig de 1888, amb assistència de la reina regent Maria Cristina d'Àustria i el rei nen Alfons XIII. Posteriorment, va ser la seu on van celebrar-se durant anys les festivitats dels Jocs Florals.
Hi van tenir lloc actes importants, com la inauguració oficial de la Caixa de Pensions per a la Vellesa i d'Estalvis de Catalunya i Balears, el 16 d'abril de 1904, per Alfons XIII, que va ser-ne nomenat president honorari. El 30 d'octubre i 1 de novembre de 1910, va tenir-hi lloc el congrés de Solidaridad Obrera, anomenat Congreso de Bellas Artes, amb delegats sindicals de tot Espanya i on es va fundar la CNT.
El maig de 1919 s'hi va fer el primer Saló de l'Automòbil de Barcelona i el 1920 la primera fira oficial de mostres de la ciutat. Va continuar obert fins al març del 1938, quan durant hi va caure una bomba de l'Aviació Legionària Italiana. Va ser enderrocat durant l'estiu del 1942, argumentant-ne el mal estat, i aprofitant per a vendre'n el ferro de l'estructura. Possiblement hi va tenir a veure que era vist com un edifici que, pels actes que hi havien tingut lloc, tenia una gran significació catalanista.

### Sala de concerts
La sala comptava amb un gran orgue d'Aquilino Amezua (1847-1912): tenia cinc teclats manuals i pedal i funcionava amb electricitat; en aquell moment, era un dels millors orgues del seu tipus a Europa. En va ser organista oficial Primitiu Pardàs i hi van fer recitals músics com Gigout, Widor, Guilmant i Saint-Saëns.
Hi van fer concerts habituals l'Orquestra Simfònica de Barcelona i la Banda Municipal de Barcelona. Van ser molt populars els concerts la Banda de diumenge al matí, que es transmetien per ràdio, i que es van donar, sota la direcció de Joan Lamote de Grignon, entre 1930 i 1936. Gratuïts per als qui no seien (l'entrada amb dret a seient costava una pesseta), van ser el mitjà de difusió del repertori simfònic (tot i que arranjat per a banda) més important de l'època, juntament amb els concerts de l'Associació Obrera de Concerts.

### Museu
Aquest edifici va ser la primera seu del Museu Municipal de Belles Arts de Barcelona, entre 1891 i 1915, on van reunir-se les diferents col·leccions d'art municipals i posteriorment provincials, col·lecció que anys més tard formaria part del Museu Nacional d'Art de Catalunya. Durant l'Exposició Universal va exhibir-s'hi una exposició d'obres d'art provinents de les col·leccions municipals i altres fons de tot Espanya. Després hi van tenir lloc les exposicions de belles arts i d'indústries artístiques (Exposició General de Belles Arts de Barcelona). La celebració periòdica d'aquestes mostres obligava a traslladar temporalment els fons a altres llocs. El 1917 s'hi va organitzar la Exposition d'Art Français en solidaritat amb els artistes francesos. El 1921 es van incorporar les obres pertanyents als Museus Municipals d'Arts de Barcelona.